# 社寮島事件
社寮島事件是指在1947年3月11日，基隆市和平島上的臺灣籍、琉球籍居民遭到中華民國國軍槍決。

## 背景
基隆造船工業的集中地之一為社寮島，其上有兩家船寮並有大量造船工人出入。1947年3月8日下午2時，基隆要塞司令部部隊配合國軍登陸而開始肅清街頭，實施2小時的密集射擊，造成多名民眾死傷。憲兵第21團登陸後，基隆要塞司令部部隊會同登陸部隊在基隆市區進行掃蕩。部隊主力則向台北地區推進，沿途見到民眾聚集之處則予以掃射，造成多人死傷。3月9日，國軍第21師登陸，基隆奉令恢復戒嚴，並在隔天依照命令展開綏靖工作。

## 經過
3月11日，國軍前往基隆市社寮島及四周進行無差別掃蕩並逮捕民眾，包含八尺門新發造船廠（士兵入內搶劫）、九孔坑、金銅礦物局車站（今基隆市原住民文化會館）、峠造船廠、海軍營區和八斗子田仔腳（今國立臺灣海洋大學），並逮捕約30名琉球人，連同當地船寮的台灣籍工人和居民、及金瓜石線的乘客帶走。3月13日，部分民眾遭遇部隊槍決喪生。然而只有7人至8人最後有在海邊尋獲屍體，其餘大部分民眾從此失蹤。當中已知失蹤者姓名者有呂金土、劉新富、林西田、杜源昌、藍金旺，且僅有住在社寮島的劉新富留下照片。另外船老闆吳北王、吳明新父子在遭逮捕後獲得釋放，不過與之同批逮捕的11人中、共計9人死亡，另外也有數人是遭到零星處決。
中華民國政府首次承認的二二八事件日籍受害者青山惠先，與其兄船長先澤於戰後後被國民政府留用而居於社寮島的琉球人聚落，在抵港被勒令停船後，目睹同船 8位台灣人受槍殺；38歳的惠先被國軍捆綁擄劫而去，據報以軍卡運往槍決；先澤被帶至軍司令部，因船長留用身分而獲倖免。

## 後續
事件結束後，基於相互提醒不讓衝突再度發生、且用和平相互期許，人們於是改社寮島名稱為「和平島」。
2011年，琉球遺族在祭祀琉球人的社寮外嶋集善堂建有“琉球漁民慰靈碑”，但未能寫上“二二八”紀念受害者。
2013年，青山惠先之子惠昭向中華民國政府求償。翌年12月，內政部以台日斷交後無前例可循，與二戰慰安婦均未受賠償為由，以國家間「平等互惠」原則駁回。隔年1月，惠昭再提訴願，行政院院長毛治國署名公函通知拒絕。台灣真相與和解促進會監事陳俊宏教授指出：補償白色恐怖受害者與家屬在國際上有例可循，現在將落實轉型正義的義務轉嫁於他國，實為政府卸責。台灣人權促進會執委廖福特教授指出：政府有義務落實2009年已在國內法制化的二項《公民權利和政治權利國際公約》與《經濟、社會及文化權利國際公約》，依公約規範不應區分國籍對待差異。秘書長邱伊翎也指出政府長期漠視轉型正義，檔案多未解密、真相未平反、歷史案件無法重審，以不補償外國人來侵害受難者遺族的權利令人遺憾。9月15日，惠昭、立法委員尤美女與人權團體提請行政訴訟；2016年2月17日，台北高院判決惠昭勝訴，成為首位二二八事件外籍受害獲賠者。國民黨立委蔡正元不滿斥為「台灣仍是皇民的殖民地」。曾任職琉球立法院的惠昭於2021年出版《前往蓬萊之海 台灣二二八事件 失踪的父親與家族的軌跡》一書紀念。